# Pitar cordatus
Pitar cordatus är en musselart som först beskrevs av Jeanne Sanderson Schwengel 1951.  Pitar cordatus ingår i släktet Pitar och familjen venusmusslor. Inga underarter finns listade i Catalogue of Life.